# Llengües tequistlateques
Les llengües tequistlateques o tequistlatecanes són una petita família lingüística formada per tres llengües diferents (chontal d'Oaxaca de les terres altes, chontal d'Oaxaca de les terres baixes o huamelulteca i tequistlateca pròpiament dit). Totes aquestes llengües es parlen a l'estat mexicà d'Oaxaca. Actualment només queden alguns parlants de les dues varietats de chontal d'Oaxaca, que no ha de confondre's amb el Chontal de Tabasco que és una llengua maia.
Les llengües tequistlateques es divideixen en dues branques principals el tequistlateca pròpiament dit que es considera extint i la branca chontal d'Oaxaca formada per dues llengües (atès que el tequistlateca està extint, per això s'usen com a sinònims els termes tequistlateca i chontal d'Oaxaca). Aquest ús es remunta a Brinton (1891:112-13) que va usar el terme "tequistlateca" com a terme general per a totes les llengües de la família, encara que altres autors han usat històricament el terme "tequistlateca" per referir-se només al chontal tequistlateca que és una de les tres llengües de la família.

## Distribució
A mitjan segle el Chontal de les terres altes es parlava encara en unes 16 llogarets separats entre si al voltant d'un dia de camí a peu, en una àrea situada a 70 km al sud-est de la ciutat d'Oaxaca, comptant amb un total d'uns 5 mil parlants. El chontal de les terres baixes es concentra entorn de dos municipis de la costa, Astata i Huamelula, i a mitjan segle XX tenia uns 5 mil parlants també. Des de llavors el nombre de parlants ha descendit en ambdues variants. Encara que els censos recents donen la improbable xifra d'una mica més de 4 parlants declarats, l'Institut Nacional Indigenista va estimar el nombre de parlants de chontal d'Oaxaca en 394 per 1990.
Els contactes entre els parlants d'alt chontal i baix chontal és escàs, ja que en mitjana hi ha dos dies de camí. A mitjan segle XX els contactes es limitaven bàsicament a les festes i el mercat de mescal.

## Classificació
Les llengües tequistlateques o tequistlateca-chontales es divideixen en dos grups:
- chontal d'Oaxaca (pròpiament dit) que té uns 4.000 parlants i inclou al seu torn dues llengües properament emparentades encara que diferents i mútuament inintel·ligibles:
  - El Huamelulteca o Chontal d'oaxaca de les terres baixes 950 parlants (1990).[1]
  - El Chontal d'oaxaca de les terres altes 3.600 (1990).[2]
- Tequistlateca, que inclouria el tequistlateca pròpiament dit i anomenat per alguns autors chontal tequistlateca, que està probablement extint.

### Llengües de la família
El Chontal de les terres altes presenta certa variació dialectal. Els parlants de Chontal de les terres baixes tenen un alt grau de bilingüisme (espanyol i chontal), i els nens no aprenen actualment la llengua, per la qual cosa es considera una llengua amenaçada. D'acord amb el cens de 2005, 1100 dels parlants superen els 65 anys però només 91 parlants tenen menys de 15 anys.

### Relacions amb altres llengües
Oltragge [1977] i Campbell [1974] han aportat una forta evidència, en forma de cognats que presenten correspondències fonètiques regulars que proven el parentiu de les llengües tequistlateques amb el jicaques d'Hondures. Aquests treballs van ser ampliats per Campbell i Oltrogge [1980].
Fora d'aquest parentiu ben establert, des de principis de segle XX s'ha especulat amb el possible parentiu amb les llengües hoka. La primera proposta en aquest sentit la va fer Edward Sapir [1925] i més tard va ser represa per Greenberg i Swadesh [1953]. No obstant això aquesta controvertida proposta no ha guanyat acceptació general.

## Descripció lingüística
El chontal de la terres altes i el chontal de les terres baixes poden ser considerades dues llengües properes més que dos dialectes de la mateixa llengua, una comparació feta sobre la llista llarga de Swadesh mostra que ambdues comparteix al voltant d'un 70% de cognats, sent només un 20% fonològicament idèntics.

### Fonologia
A partir de la comparació entre l'alt chontal i el baix chontal s'ha reconstruït l'inventari consonàntic del proto-chontal: Per al proto-tequistlateco-chontal s'ha reconstruït un sistema similar que manca d'oclusives sonores:
|                  | Labial | Alveolar | Alveolar | Palatal | Velar | Glotal |
| central          | Labial | Lateral  |          | Palatal | Velar | Glotal |
| ---------------- | ------ | -------- | -------- | ------- | ----- | ------ |
| obstruent simple | *p     | *t, *c   |          |         | *k    | *ʔ     |
| obstruent glotal | *fʼ    | *cʼ      | *λʼ      |         | *kʼ   |        |
| fricativa        | *W     | *s       | *ɬ       | *š      |       | *h     |
| aproximant       | *w     |          | *l       | *y      |       |        |
| nasal            | *m     | *n, *N   |          |         |       |        |

Tingui's present que:
- /*N/ és un signe especial per a la nasal sorda /*̥n/, l'evidència suggereix que aquest so podria procedir del grup consonàntic /*hn/ i tal vegada no un fonema independent.
- /*W/ és un signe especial per a la fricativa sorda /*̥w/ (podria ser un resultat secundari de /Plantilla:*IPA/ i no un fonema independent.
- /*c, *cʼ/ són notacions usades convencionalment pels americanistes per /*ʦ, *ʦʔ/
- /*λʼ/ és un signe especial per a l'africada /*tɬʔ/.

Quant a les vocals es reconstrueixen cinc vocals /*i, *i, *a, *o, *o/.

### Comparació lèxica
La següent taula presenta alguns cognats pel chontal de les terres altes, el chontal de les terres baixes i el chontal tequistlateca:
| GLOSSA         | Chontal Oax. terres altes | Chontal Oax. terres baixes | Chontal tequistlateca | PROTO- TEQUISTLATECO |
| -------------- | ------------------------- | -------------------------- | --------------------- | -------------------- |
| 'deu'          | imbamaʔ                   | mbamaʔ                     | mbama                 | *-mbamaʔ             |
| 'olla'         | apišu                     | apišu                      | pišu                  | *(a)pišu             |
| 'aquí'         | faʔa                      | faʔa                       | fa                    | *faʔa                |
| 'mà'           | -mane                     | -mane                      | mane                  | *mane                |
| 'casa'         | ahuɬ                      | ahuɬ                       | hur                   | *(a)huɬ              |
| 'es va sentar' | ipaNpa (= 'vivió')        | paNpa                      | pahpa                 | *paNpa               |
| 'serp'         | aynofaɬ                   | ayñofaɬ                    | nyofar                | *(a)nyofaɬ           |
| 'cap'          | -Wak                      | -Wah                       | fa                    | *Wak (<*hwak)        |
| 'pujar'        | -fʼak                     | -fʼag                      | fha                   | *fʼag                |
Els numerals en diferents llengües tequistlateques són:
| GLOSA | Chontal Oax. terres altes | Chontal Oax. terres baixes | PROTO- CHONTAL |
| ----- | ------------------------- | -------------------------- | -------------- |
| '1'   | anuli                     | ñulji                      | *-nyuli        |
| '2'   | okeʔ                      | ukweʔ                      | *ukweʔ         |
| '3'   | afaneʔ                    | faneʔ                      | *-faneʔ        |
| '4'   | amalpuʔ                   | malpuʔ                     | *-malpuʔ       |
| '5'   | amakeʔ                    | mageʔ                      | *-makeʔ        |
| '6'   | akamčʼus                  | kʔančux                    | *-kamčʼu-      |
| '7'   | akayči                    | koteʔ                      | *-katiʔ        |
| '8'   | apayko                    | malfaʔ                     |                |
| '9'   | apella                    | penlaʔ                     | *-penlaʔ       |
| '10'  | imbamaʔ                   | mbamaʔ                     | *-mbamaʔ       |